# Арсакио
„Арсакион“ или „Арсакио“ (на гръцки: Αρσάκειον, Αρσάκειο), е името на група смесени независими училища в Гърция, ръководени от неправителствената организация Филекпедевтике Етерия (на гръцки: Φιλεκπαιδευτική Εταιρεία – „Общество на приятелите на образованието“). „Арсакион“ се състои от шест колежа с кампуси в Психио, Екали (кампус Тоситсейон), Солун, Патрас, Йоанина и в Тирана, Албания, с повече от общо 9000 ученици. Има планове за стоеж на кампуси в Комотини и в Кипър.
Филекпедевтике Етерия е основана пред 1836 г., когато Йоаннис Коконис, Джорджиос Генадиос и Михаил Апостолидис създават колеж, в който младите момичета могат да получат образование след трудните години на Гръцката война за независимост. Училището е финансирано от магната Апостолос Арсакис и наречено на същия. В началото е само момичешки интернат, намиращ се на улица „Панепистимиоу“ в центъра на Атина, чиято цел е да обучава млади учители и да ги изпраща (преди 1913) в Македония, за да помогнат за оцеляването на гръцките език и култура. След смъртта на Арсакис, училището е финансирано от барон Михаел Тоситсас и вдовицата му, Хелън.
Колежът предлага добро образование и е привлекателен за по-благоденстващите семейства, така че процъфтява и създава кампуси в Патрас (1891), Психико (1933), Солун (1936) и Екали (1972). Училищата започват да приемат момчета от 1982 година. Първата сграда на улица Панепистимиоу днес е дом на Държавния съвет.
През 1999 г. е създаден кампус в Тирана, Албания, който по-късно е разширен с пространство за уроци и настаняване на учениците.

## Училища

### Атина
- Психико
- Основно училище (Димотико арсакейо)
- Прогимназия
- Гимназия
- Класическа гимназия (единствената подобна гимназия в Гърция)

### Екали
- Основно училище (Димотико Арсакейо)
- Прогимназия
- Гимназия

### Патрас
- Основно училище
- Прогимназия
- Гимназия

### Солун
- Гимназия Арсакейо
- Основно училище (Димотико Арсакейо)
- Прогимназия
- Гимназия

### Йоанина
- Основно училище (Димотико Арсакейо)

## Удобства
- Библиотека
- Компютърна лаборатория
- Научна лаборатория
- Клуб по драматургия
- Научни лаборатории Патрас

В училищата Патрас Арсакейа вече работи напълно екипирана научна лаборатория, която се състои от лабораторна стая, офис и подготвителна зала за учители. Лабораторията има напълно оборудвани офиси и помещения и разполага с материали, които групи ученици могат да използват.
Има компютри с интернет връзка, принтер и проектор за презентации.
От учебна 2009 – 2010 година в Патра Арсакейо работят три нови класни стаи, лаборатории по физика и химия и учителски офиси. Тези помещения са оборудвани с най-модерното училищно лабораторно оборудване, така че учениците да могат да експериментират в групи и да успеят да открият или потвърдят основните закони на природата в областите на физиката, химията и биологията.